# ITF Women's Circuit San Antonio 1998
L'ITF Women's Circuit San Antonio 1998 è stato un torneo di tennis facente parte della categoria ITF Women's Circuit nell'ambito dell'ITF Women's Circuit 1998. Il montepremi del torneo era di $10 000 e si è svolto nella settimana tra l'8 gennaio e l'11 gennaio 1998 su campi in cemento. Il torneo si è giocato a San Antonio negli Stati Uniti.

## Vincitori

### Singolare
Andrea Šebová ha sconfitto in finale  Mashona Washington con il punteggio di 7–5, 6–1.

### Doppio
Kim Grant /  Mashona Washington hanno sconfitto in finale  Andrea Šebová /  Silvia Uríčková con il punteggio di 4–6, 7–6, 6–2.